# Mikrohistoria
Mikrohistoria – praktyka historiograficzna polegająca na historycznym opisie niewielkich przestrzeni terytorialnych i czasowych, oraz silnie akcentująca zainteresowanie problemami życia codziennego, świadomości, przekonań, obyczajów członków społeczności lokalnych. Zagadnienia te są często pomijane przez tradycyjną historiografię zajmującą się głównie wielkimi procesami i wybitnymi jednostkami.
Badania mikrohistoryczne wspomagane są często antropologią i naukami o kulturze, seksualności czy religii.

## Przykłady dzieł z zakresu mikrohistorii
Przykładem mikrohistorii jest książka autorstwa Emmanuela Le Roy Ladurie Montaillou – wioska heretyków. Montaillou leżało w podpirenejskim hrabstwie Foix, w górach Ariège. Praca opisuje wewnętrzny świat katarskiej wioski, do której przybywa trybunał inkwizycyjny (z jego archiwów Le Roy Ladurie czerpał informacje). Praca pokazuje całość wiejskiego życia przełomu XIII i XIV wieku: spory wewnątrz wspólnoty, seksualność bohaterów czy ich postawy wobec zagrożenia sądu inkwizycyjnego.
Innym przykładem jest praca Ser i robaki. Wizja świata pewnego młynarza z XVI w. Carlo Ginzburga (1976).

## Znani przedstawiciele nurtu mikrohistorii
- Wolfgang Behringer
- Jaroslav Čechura
- Simona Cerutti
- Alain Corbin
- Robert Darnton
- Natalie Zemon Davis
- Theo van Deursen
- Clifford Geertz
- Carlo Ginzburg
- Luis Gonzalez y Gonzalez
- Craig Harline
- Cynthia A. Kierner
- Mark Kurlansky
- Emmanuel Le Roy Ladurie
- Giovanni Levi
- Sigurður Gylfi Magnússon
- Luis Mott
- Leslie Peirce
- Detlev Peukert
- Osvaldo Raggio
- Jacques Revel
- Guido Ruggiero
- David Sabean
- Mimi Sheller
- Jonathan Spence
- Alan Taylor
- Stella Tillyard
- E.P. Thompson
- Alfred F. Young
- Carolyn Steedman
- Laurel Thatcher Ulrich